# Zabriskie Point (film)
Pour les articles homonymes, voir Zabriskie Point (homonymie).
Pour plus de détails, voir Fiche technique et Distribution.
Zabriskie Point [zəˈbrɪski pɔɪnt] est un film italo-américain de Michelangelo Antonioni, sorti en 1970.
Le film illustre la contestation étudiante américaine durant la fin des années 1960 ainsi que la libération sexuelle propre à ces années. Il s'inscrit dans la suite de films tels que Easy Rider de Dennis Hopper. Très contesté par l'Amérique puritaine — ce qui occasionne pendant le tournage de nombreux incidents avec des militants pro-Nixon —, le film est également critiqué à gauche pour son approche, jugée caricaturale, de la contre-culture de l'époque. Mal accueilli par la critique, Zabriskie Point est un échec commercial à sa sortie : il influence cependant l'esthétique du cinéma américain des années 1970.
La bande originale est notamment composée, en partie, par le groupe Pink Floyd. C'est la deuxième collaboration entre Michelangelo Antonioni et le producteur Carlo Ponti, après le succès de Blow-Up (Palme d'or en 1967) et avant celui de Profession : reporter en 1975.
Le film raconte la rencontre entre une étudiante idéaliste et un militant plus radical dans la vallée de la Mort, pendant les troubles étudiants des années 1960 aux États-Unis.

## Synopsis

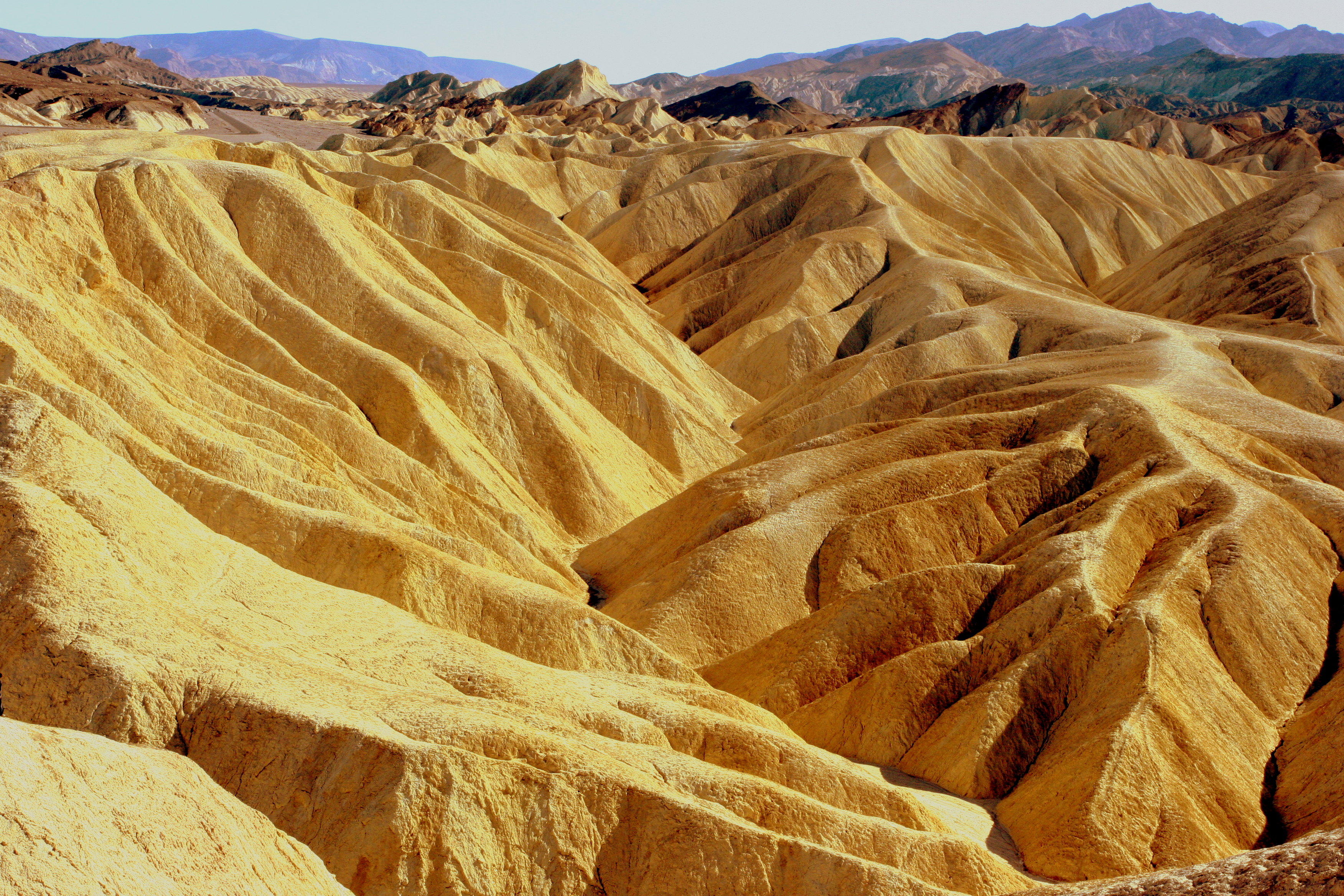
Zabriskie Point, dans la vallée de la Mort, en Californie.

La première scène consiste en une assemblée générale étudiante. Chacun expose ses arguments selon la méthode à utiliser, au milieu de trois leaders : une fille avec les cheveux bouclés, un Noir américain et un brun aux cheveux lisses. L'occupation de la fac est décidée et la lutte armée est la solution qui se dégage, mais on n'a pas le temps de voir l'assemblée jusqu'au bout. Un jeune homme, Mark, se lève et déclare : « Je suis prêt à mourir pour la révolution, mais je ne suis pas prêt à mourir d'ennui. » Cela suscite l'indignation dans l'assistance, qui pense qu'on ne peut arriver à rien sans parler et former des groupes.
Tandis que la contestation grandit dans les milieux universitaires de Los Angeles, Mark achète un revolver, avec un de ses amis, en faisant croire au marchand d'armes qu'ils ont peur de Noirs qui habitent près de chez eux. Le vendeur d'armes leur dit : « Les lois disent qu'on ne peut tuer des gens que s'ils essaient de pénétrer dans vos propriétés. Donc, si vous tuez un Noir, ramenez-le devant chez vous. » Les deux étudiants ne bronchent pas et font semblant d'adhérer aux idées du marchand. Mark va ensuite voir un de ses amis en garde à vue par une porte dérobée de la prison. Un policier le voit et le fait mettre en garde à vue lui aussi. Quand on lui demande son identité, il répond « Karl Marx », suscitant l'hilarité chez les jeunes. Le policier le croit et écrit « Carl Marx » sur le dossier. Sorti, Mark rejoint la grève étudiante. Le lieu où les derniers leaders étudiants sont retranchés est pris d'assaut par la police. Une fusillade éclate alors, au cours de laquelle un étudiant noir est froidement abattu par un policier. Mark sort immédiatement son pistolet et s'apprête à riposter, mais quelqu'un tire avant lui. Le policier est tué. Craignant d'être poursuivi pour un meurtre qu'il n'a pas commis, car il a été enregistré par des caméras de surveillance lorsqu'il s'enfuyait, Mark vole un petit avion de tourisme, le Lilly 7. Il survole la route qui mène à la vallée de la Mort.
Mark aperçoit une voiture conduite par Daria. Celle-ci est la secrétaire d’un avocat travaillant pour une agence publicitaire, Sunnydunes (dunes ensoleillées), dont les bureaux donnent sur un gratte-ciel en forme de pyramide. L'agence Sunnydunes est en train de réaliser un projet touristique à la lisière du désert, ce qui donne l'occasion d'un spot publicitaire grotesque où tout, même les êtres humains, est en plastique. Daria doit rejoindre son patron à Phoenix. Elle part donc seule en voiture, profitant du chemin pour passer à Ballister, localité où elle doit retrouver un de ses amis qui lui a dit que le lieu était parfait pour la méditation. Elle se retrouve dans un bar où le barman lui dit son ressentiment envers cet ami, James, parce qu'il a amené des enfants à problèmes de Los Angeles dans la localité. Daria cherche son ami en demandant son chemin aux enfants, qui commencent à la toucher et la prennent en chasse. Elle reprend son chemin en vitesse. C'est alors que l'avion de Mark passe au-dessus d'elle.
Mark passe plusieurs fois très près de la voiture de Daria avec son avion. Cela la surprend mais l'amuse aussi. Il laisse tomber une chemise rouge, que Daria va chercher après avoir arrêté sa voiture. Ils se retrouvent ensuite quelques kilomètres plus loin, alors que Mark a dû arrêter son avion faute d'essence. La prochaine station-service est plus loin et il demande à Daria de l'emmener : elle accepte. En chemin, ils se retrouvent à Zabriskie Point, étrange phénomène géologique au centre de la vallée de la Mort, et se racontent leurs chemins respectifs ; Mark raconte notamment son renvoi de l'école et ses actions dans un groupe de gauche. Ils font ensuite l'amour. Durant la scène d'amour apparaissent d'autres couples, sableux et poussiéreux, nés de leurs fantasmes et qui s'enlacent sur le sol. Mark et Daria repeignent ensuite l'avion avec des motifs psychédéliques et hippies (on trouve notamment un grand symbole de la paix arboré par les hippies et une paire de seins). Les deux jeunes gens reprennent leurs routes respectives. Mark a décidé de ramener l'avion volé à son propriétaire ; il est abattu par la police lorsqu'il atterrit. Daria apprend par la radio la mort de son ami. Elle se rend dans la luxueuse demeure où l'attend son patron, où tout est beau, de haute technologie. L'endroit la rend visiblement malheureuse, elle erre le regard vide et décide finalement de fuir. Avant de partir, elle se retourne et imagine l'explosion de la villa, une vision dans laquelle sont pulvérisés les objets qui symbolisent la société de consommation (une télévision, une garde-robe, des plats de restauration rapide, des tables et, pour finir, des livres). Daria repart seule dans le soleil couchant.

## Fiche technique
- Titre : Zabriskie Point

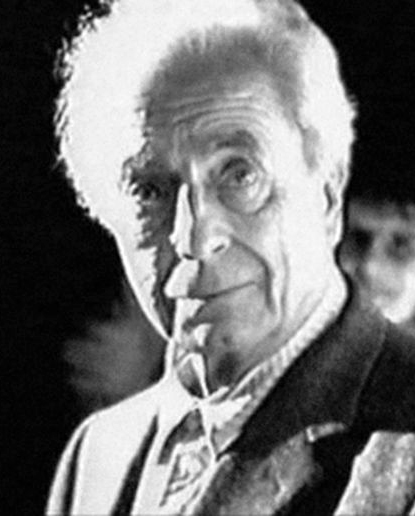
Michelangelo Antonioni, réalisateur, scénariste et monteur du film.

- Réalisateur : Michelangelo Antonioni
- Scénaristes : Michelangelo Antonioni, Franco Rossetti, Sam Shepard, Tonino Guerra, Clare Peploe
- Producteur : Carlo Ponti ; Metro-Goldwyn-Mayer
- Producteur exécturif : Harrison Starr
- Musique : Jerry Garcia, Grateful Dead, Pink Floyd, The Rolling Stones, Kaleidoscope, Patti Page, The Youngbloods
- Photographie : Alfio Contini
- Monteur : Michelangelo Antonioni, Franco Arcalli
- Chef décorateur : Dean Tavoularis, George R. Nelson
- Créateur des costumes : Ray Summers
- Pays de production :  Italie,  États-Unis
- Langue de tournage : anglais
- Genre : road movie, drame
- Durée : 105 minutes
- Sortie :
  - États-Unis : 9 février 1970
  - France : 14 avril 1970
- Distribution cinéma France : Mission Distribution
- Sortie DVD : 3 décembre 2008[2]

## Distribution
- Mark Frechette (VF : Jean-Pierre Bertrand) : Mark
- Daria Halprin (VF : Irina Tarassov-Villeret) : Daria
- Bill Garaway (VF : Patrick Dewaere) : Morty
- Paul Fix (VF : Pierre Collet) : le propriétaire du café
- Rod Taylor : Lee Allen
- G. D. Spradlin : l'associé de Lee
- Kathleen Cleaver : Kathleen

Non crédité : 
- Harrison Ford, qui participa au tournage, bien que les scènes où il apparaît aient été coupées au montage, figure dans la scène de la prison.

## Contexte

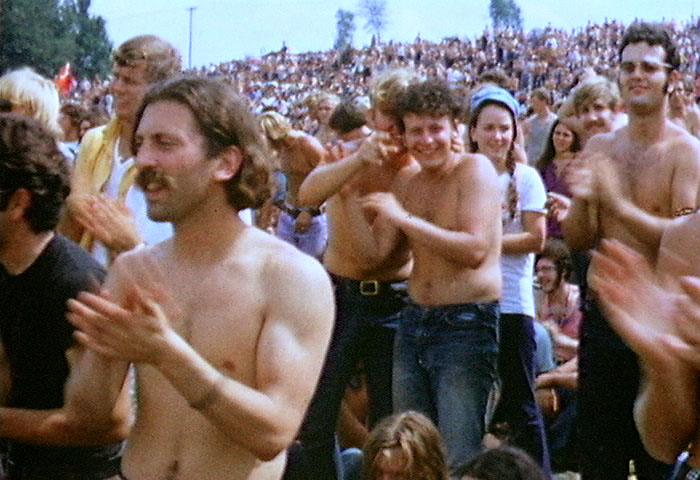
Du 15 au 18 août 1969 se déroule le Festival de Woodstock

### Contexte historique
Les années 1960 aux États-Unis ont été une période de changements importants et de montée de la contestation : Richard Nixon, républicain, succède à Lyndon Johnson à la présidence du pays, et organise la répression des mouvements de contestation de la guerre au Viêt Nam, qui durera jusqu’en 1975. Régulièrement, des centaines de milliers de personnes manifestent de façon pacifique contre cette guerre, mais l'arrivée de Nixon amène à un durcissement des positions des deux côtés. Dans le même temps, des émeutes raciales éclatent dans plusieurs villes. La contestation estudiantine se développe, sur fond de marxisme et de féminisme. L'immense festival de Woodstock rassemble des dizaines d'artistes et plusieurs centaines de milliers de jeunes et de hippies. C'est en 1969, alors que les manifestations et les actions protestataires parties de Paris en mai 1968 se sont répandues en Europe, qu'Antonioni décide de tourner Zabriskie Point sur la côte ouest des États-Unis.

### Contexte culturel
Après l'essor d'Hollywood des années 1950 suit une crise durant laquelle le public fréquente moins les salles, et les studios engagent des sommes phénoménales pour des grosses productions et des comédies musicales qui n'attirent pas la foule. L'industrie du cinéma est au point mort. Le vide artistique du milieu des années 1960 laisse donc la place à de nouveaux réalisateurs. En 1967, Arthur Penn réalise Bonnie and Clyde, film de gangsters anti-establishment, qui brise le premier un tabou d'Hollywood. En 1969, Dennis Hopper réalise Easy Rider, qui fait scandale et devient un film culte du mouvement hippie. Ce film révolutionne les codes du cinéma, en s'attaquant à d'autres tabous d'Hollywood : sexe, drogue, violence et contestation politique, et ouvre la voie au Nouvel Hollywood, qui vient combler le vide laissé par la fin de l'Âge d'or. Les studios américains se penchent donc vers ces nouveaux réalisateurs, dont Antonioni, après le succès de son thriller Blow-Up. Zabriskie Point s'inscrit dans la lignée des précédents films du réalisateur, mais va également puiser dans les films américains qui viennent bousculer l'ordre établi à Hollywood,.

## Production

### Développement du projet
En 1966, Antonioni filme Blow-Up, Palme d'or au festival de Cannes 1967 et grand succès commercial. Ce succès lui ouvre les portes d'Hollywood. Zabriskie Point sera son seul film uniquement produit et filmé aux États-Unis.
L'histoire de Zabriskie Point est inspirée d'un fait divers qu'Antonioni a lu dans un quotidien américain : un jeune homme, qui avait volé un avion de tourisme, a été tué à son retour à Phoenix, dans l'Arizona. Après avoir lu cela, il contacte Sam Shepard et commence à travailler avec lui sur le scénario. Franco Rossetti et Tonino Guerra rejoignent les deux hommes pour compléter le scénario. Antonioni avait vu la pièce de théâtre écrite par Sam Shepard, Icarus's Mother (en), et a immédiatement pensé qu'il serait le plus apte pour écrire la scène d'avion au-dessus de la Vallée de la Mort. Shepard a dès lors écrit la première version du film, mais il s'en écarte rapidement, ne se retrouvant pas dans les dialogues du réalisateur, inspirés par le marxisme et les Black Panthers.

### Attribution des rôles
Les rôles principaux sont confiés à Mark Frechette et Daria Halprin, deux jeunes gens sans formation ni expérience d'acteurs. L'un et l'autre sont choisis pour leur capacité à incarner, aux yeux d'Antonioni, la contre-culture américaine et la révolte de la jeunesse : Daria Halprin, fille de la chorégraphe Anna Halprin, était apparue en 1968 dans Revolution, un documentaire sur les hippies de San Francisco. Mark Frechette est remarqué par hasard à Boston par la directrice de casting, alors qu'il prenait part à une altercation dans la rue. De même, Kathleen Cleaver, qui joue un des meneurs de l'assemblée générale (première scène), n'est pas une actrice professionnelle mais à la ville l'épouse d'Eldridge Cleaver, leader des Black Panthers. En revanche, la plupart des autres acteurs sont des professionnels, notamment Rod Taylor, G. D. Spradlin et Paul Fix (qui a joué dans de nombreux films de son ami John Wayne). Harrison Ford, alors inconnu, participe au tournage, mais la plupart de ses scènes sont coupées. On l'aperçoit très brièvement lors de la scène de la prison.
Par la suite, la carrière au cinéma des deux comédiens principaux tourne court : Mark Frechette - qui vivait au moment du tournage dans une communauté dirigée par un gourou - joue dans deux autres films italiens puis, en 1973, est arrêté pour sa participation à un hold-up. Il meurt accidentellement en prison deux ans plus tard. Daria Halprin tourne un autre film, épouse Dennis Hopper, puis, ayant du mal à gérer sa notoriété, se retire des milieux du spectacle.

### Incidents lors du tournage
La réputation de gauche d'Antonioni vaut au tournage plusieurs incidents causés par des groupuscules pro-Nixon, qui manifestent de nombreuses journées sur les lieux du tournage pour empêcher le bon déroulement de la production. Le FBI dépêche des agents pour enquêter sur les personnes travaillant pour le film et sur le contenu du film. De plus, les gardes nationaux de la vallée de la Mort refusent tout d'abord de laisser se dérouler le tournage, car ils avaient entendu une rumeur selon laquelle une scène d'orgie serait en préparation (scène qu'Antonioni a bel et bien envisagée, mais qui n'a pas été réalisée).

### Scène finale
À l'origine, le film devait se terminer par un plan d'avion dans le ciel, traînant derrière lui une banderole avec inscrit dessus « Fuck You America ». Cela n'était évidemment pas du tout du goût de Louis F. Polk, alors président de la MGM, qui produisait le film. Il ordonna donc de couper cette scène, ainsi que d'autres. Lorsque James T. Aubrey le remplaça à la tête de la Major, il demanda à Antonioni de réintégrer les scènes coupées, à l'exception de la fameuse scène finale.

### Bande originale
Antonioni avait tout d'abord contacté Jim Morrison, leader du groupe The Doors, mais il ne fut pas satisfait de la musique produite (L'America), et préféra notamment celle de Pink Floyd.
Comme Dennis Hopper pour Easy Rider, Antonioni choisit pour accompagner son film des morceaux de musique populaire de l'époque, musiques qui passent à la radio. La bande originale contient des morceaux de Pink Floyd, Grateful Dead, The Youngbloods, Kaleidoscope, Jerry Garcia, Patti Page, The Rolling Stones, John Fahey, Roy Orbison. Dans l'ordre :
- Heart Beat, Pig Meat par Pink Floyd
- Brother Mary par Kaleidoscope
- Dark Star par Grateful Dead
- You got the silver par The Rolling Stones
- Crumbling Land par Pink Floyd
- Tennessee Waltz par Patti Page
- Sugar Babe par The Youngbloods
- Love Scene par Jerry Garcia
- I Wish I Was A Single Girl Again par Roscoe Holcomb
- Mickey's Tune par Kaleidoscope
- Dance Of Death par John Fahey
- Come In Number 51, Your Time Is Up par Pink Floyd

## Accueil
Après le succès de Blow-Up, qui avait rapporté 20 millions de dollars quatre ans plus tôt, Zabriskie Point est un échec retentissant au box-office, ne rapportant que 900 000 dollars de recettes. La déception est à la hauteur des attentes : deux ans de préparation, un grand investissement de la MGM dans le film et des largesses financières accordées par la société de production qui croyait qu'Antonioni allait conquérir l'Amérique. Après une carrière prestigieuse et les succès du Désert rouge, de L'avventura et de Blow-Up, Zabriskie Point est le premier échec important du réalisateur, alors âgé de 58 ans.
D'un côté, la presse conservatrice critique l'« immoralité » du film, son côté hippie et gauchiste et, surtout, son antiaméricanisme. De l'autre, la presse plus progressiste critique également le film, affirmant notamment que celui-ci ne fait que déclamer des clichés naïfs sur la génération hippie. John Burks, journaliste au Rolling Stone Magazine, tourne en dérision la scène du vol de l'avion, qu'il trouve d'une naïveté impardonnable pour un réalisateur comme Antonioni. La majorité des critiques jugent le scénario confus et les deux acteurs principaux inexpressifs. La longueur des scènes, et notamment celle de la scène d'amour au Point Zabriskie, fait également l'objet de critiques.
Malgré l'insuccès commercial du film, Mark Frechette et Daria Halprin, qui sont en couple depuis le tournage, connaissent une brève période de célébrité médiatique.

## Analyse du film
- Si vous ne connaissez pas le sujet, laissez ce bandeau (vous pouvez alors contacter les auteurs).
- Si vous supprimez le contenu mis en cause (vous pouvez préalablement contacter les auteurs),

argumentez précisément cette suppression dans la page de discussion
(un manque de référence n'est pas un argument ; une recherche réelle de référence doit avoir été effectuée, être formellement documentée).

### Point de vue du film sur la société américaine à la fin des années 1960

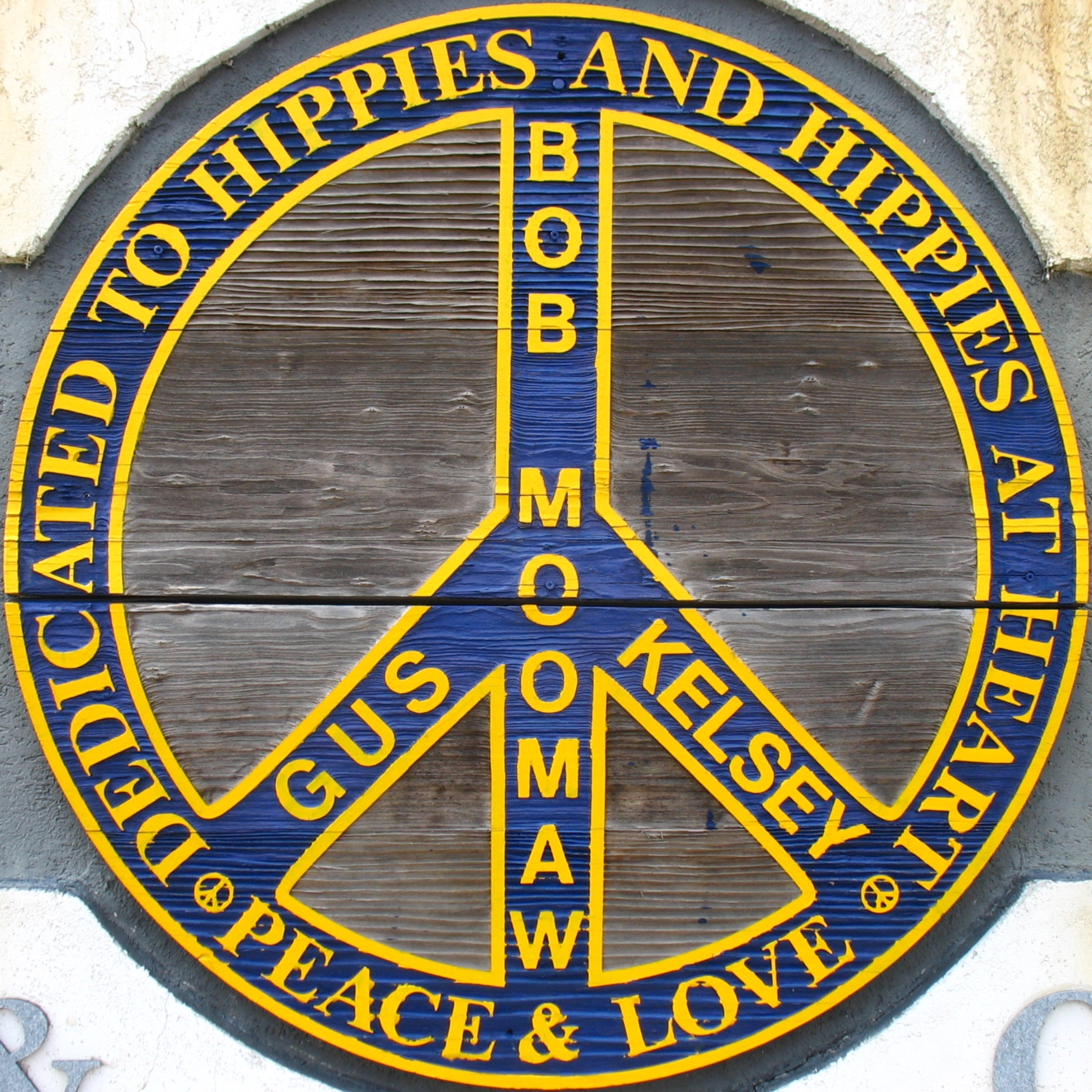
Les thèmes du film rejoignent en grande partie ceux du mouvement hippie

La première scène montre une assemblée générale étudiante, largement à tendance révolutionnaire. Nous entrons dès lors dans l'univers d'une jeunesse en colère. La société génère des luttes et des conflits, et celui qui ne la combat s'aliène. Lénine, Fidel Castro et le Petit Livre rouge sont cités. Les étudiants engagent la grève et se préparent à la lutte armée. Le montage est sec et rapide, comme si Antonioni tournait un reportage sur la société américaine.
Antonioni cherche à montrer que les États-Unis sont « l’endroit où l’on peut isoler à l’état pur certaines vérités essentielles sur les contradictions de notre temps »,. Pour symboliser ces contradictions, il joue sur les oppositions, visuelles et sonores. Dans toute la première partie, des scènes très rapides sont suivies de plans longs et fixes, des moments de cris et de bruits sont suivis de longs silences, ce qui donne un sentiment d'irréalité, comme si toutes ces luttes et ces répressions étaient absurdes. Ainsi, la scène où le policier tue gratuitement un étudiant noir se passe de manière irréelle, dans un grand silence.
Deux séquences du film sont particulièrement mémorables : la scène de l'orgie dans la vallée de la Mort, quand les deux étudiants se retrouvent au Point Zabriskie, et la scène où Daria imagine l'explosion de la villa. Ces deux scènes sont tournées au ralenti pour leur donner plus de puissance. Ces deux scènes ont pour sujet la révolte : révolte sexuelle et révolte politique.
Le film montre les blessures, les tiraillements et les frustrations de la contre-culture américaine. Si la scène de l'explosion met en scène la fin du capitalisme, dans un déluge de lumière et de beauté, il nous est rappelé que cette explosion n'est qu'un rêve. La liberté et la beauté n'existent que dans ce rêve de Daria, mais pas dans la réalité concrète, peuplée de panneaux publicitaires et de millionnaires nantis sourds aux douleurs du monde. Tous les éléments de la révolte paraissent bien pathétiques : la pile de chaises maladroitement arrangée en barricades pour empêcher les forces de l'ordre de pénétrer dans l'université, l'envol d'un être dans le ciel, la violence d'une explosion rêvée. Finalement, face à la répression de la société, aux inégalités et à la laideur, ne restent que deux échappatoires : l'amour et le rêve.
En effet, Mark et Daria ne trouveront leur liberté et leur bonheur que loin de la ville, au milieu du désert, à Zabriskie Point, dans la vallée de la Mort. Le lieu vierge devient le lieu de la paix, de l'amour et de l'insouciance. Les deux étudiants oublient leur combat politique pour se plonger dans le plaisir. Cela illustre le slogan hippie « Make love, not war ». Mais Antonioni montre bien la vanité de ce plaisir : Mark et Daria seront heureux un court instant et s'épanouiront dans l'amour, mais leurs combats resteront voués à l'échec et leur retour au monde des Hommes sera cuisant : mort pour l'un, désespoir pour l'autre.
Toutes les résistances face aux figures du pouvoir, économique et politique, se trouvent vouées à l'échec. Daria et Mark trouvent une échappatoire dans l'amour puis dans le rêve, mais ils n'arriveront jamais à changer la société. Dès la scène d'entrée, ce sentiment d'échec est palpable dans le montage : la rapidité des passages d'un visage à l'autre suggère une résistance éclatée, divisée, d'emblée vouée à l'échec. Le montage montre la perte de repères en déconstruisant l'image et le plan.

### Esthétique

#### La première scène
On retrouve de nombreux codes esthétiques développés par Antonioni. Durant la première scène, où se déroule l'assemblée générale, la musique est d'abord présente, puis elle s'éteint peu à peu, avant une minute de silence durant laquelle on ne voit que les visages de la jeunesse en colère. Le son ne revient qu'au bout d'un moment et, alors, on peut entendre le sujet de l'assemblée et les arguments révolutionnaires. Cette scène illustre bien l'incommunicabilité propre au cinéma d'Antonioni : il nous montre les choses car il ne peut nous les dire, comme le fait le peintre. De même, cette première scène concrétise une création originale par rapport aux normes du montage cinématographique de l'époque, en éclatant le rapport de l'image et du plan.

#### La scène d'amour dans le désert
Le désert constitue un lieu stérile et pur, degré zéro de la société de consommation, loin du labyrinthe de la métropole, où Mark et Daria vont trouver un Jardin d'Eden, où ils font renaître l'amour et la vie. L'apparition des autres couples constitue le triomphe de l'amour au-delà des conventions, d'un retour aux origines.

#### L'explosion
La scène la plus marquante du film est sans doute la scène finale,, dans laquelle la villa explose. Cette scène est d'abord caractérisée par la vue de l'explosion sur plusieurs plans, pour nous rappeler que cette explosion est un rêve. Puis, on passe de l'explosion de la villa, élément concret, à une explosion plus métaphysique, onirique : ce n'est plus la villa qui explose, mais des éléments de la société de consommation. Cette scène est marquée par la présence d'un morceau musical de Pink Floyd, Come in Number 51, Your Time is Up, qui donne une sorte d'élévation à la scène, la rend onirique et décalée, avec une grande puissance. Cette scène est marquante pour l'histoire du cinéma car, plutôt que de montrer une figure, elle va arriver à suggérer, à faire résonner, à faire sentir des fantasmes. C'est une rupture dramaturgique qui met l'accent non plus sur le temps de l'évènement mais sur la durée de l'homme. La mise en relief de toutes les formes de mouvement permet de suggérer l'attente et l'écho.

## Influence
Malgré son échec commercial, le film contribue largement à l'avènement du Nouvel Hollywood. Zabriskie Point, à l'instar d'Easy Rider, affronte certains tabous du cinéma américain, tels que le sexe, la drogue, la violence et la contestation politique, et présente un aspect de road-movie. Il s'apparente aussi à un drame psychologique. La longueur des scènes et la recherche esthétique témoignent d'une exigence poétique, inspirée notamment de la Nouvelle Vague française. Zabriskie Point tend à faire éclater les règles qui régissaient jusqu'alors Hollywood.
Dans l'immédiat, il influencera un réalisateur comme Peter Watkins, qui tourne en 1970 son uchronie Punishment Park. Par la suite, on retrouvera la technique de l'alternance de plans longs et courts, de bruits et de silence, dans le film Paranoid Park de Gus Van Sant.